# Cinematógrafo

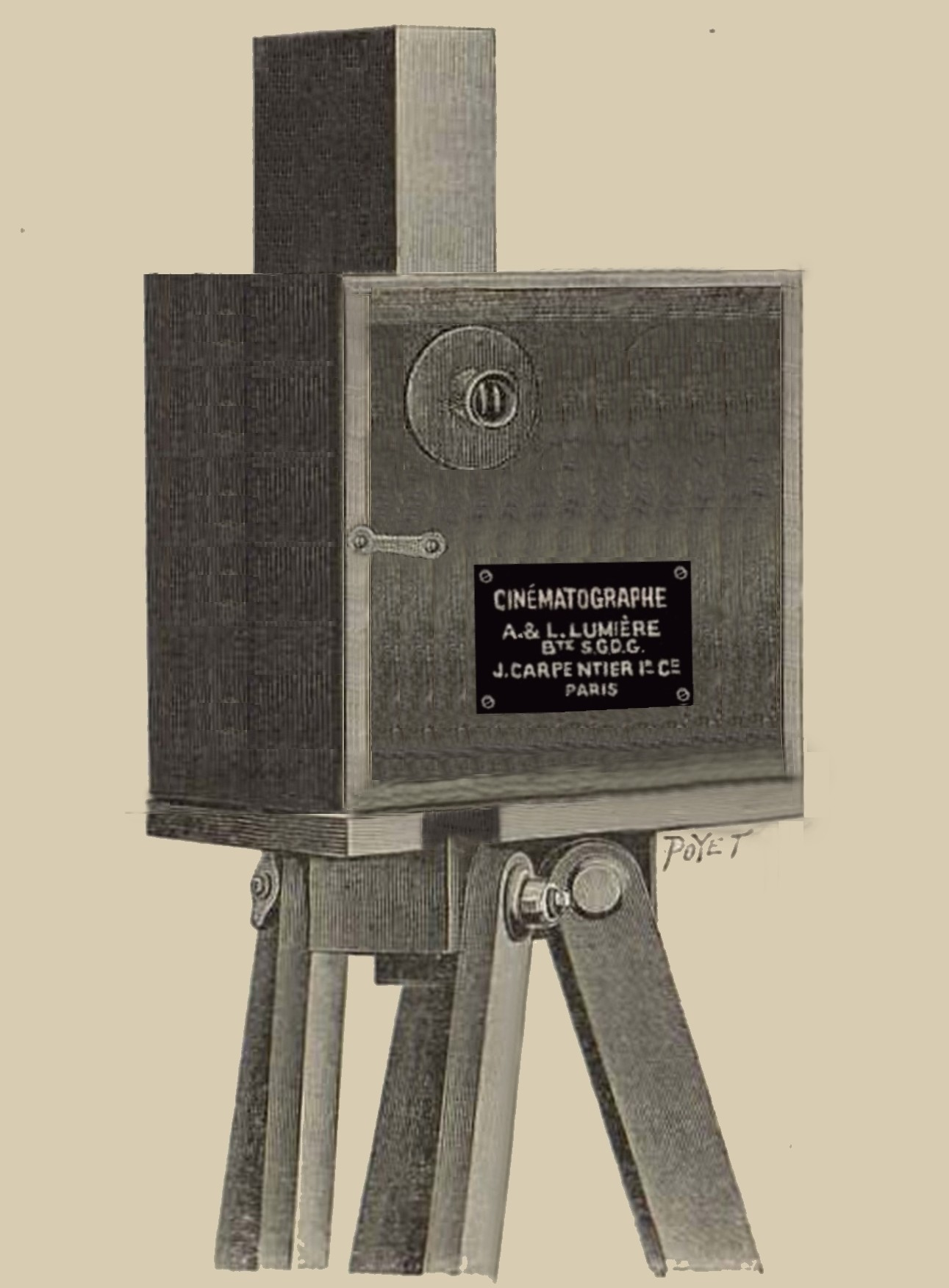
Cinematógrafo en modo filmación

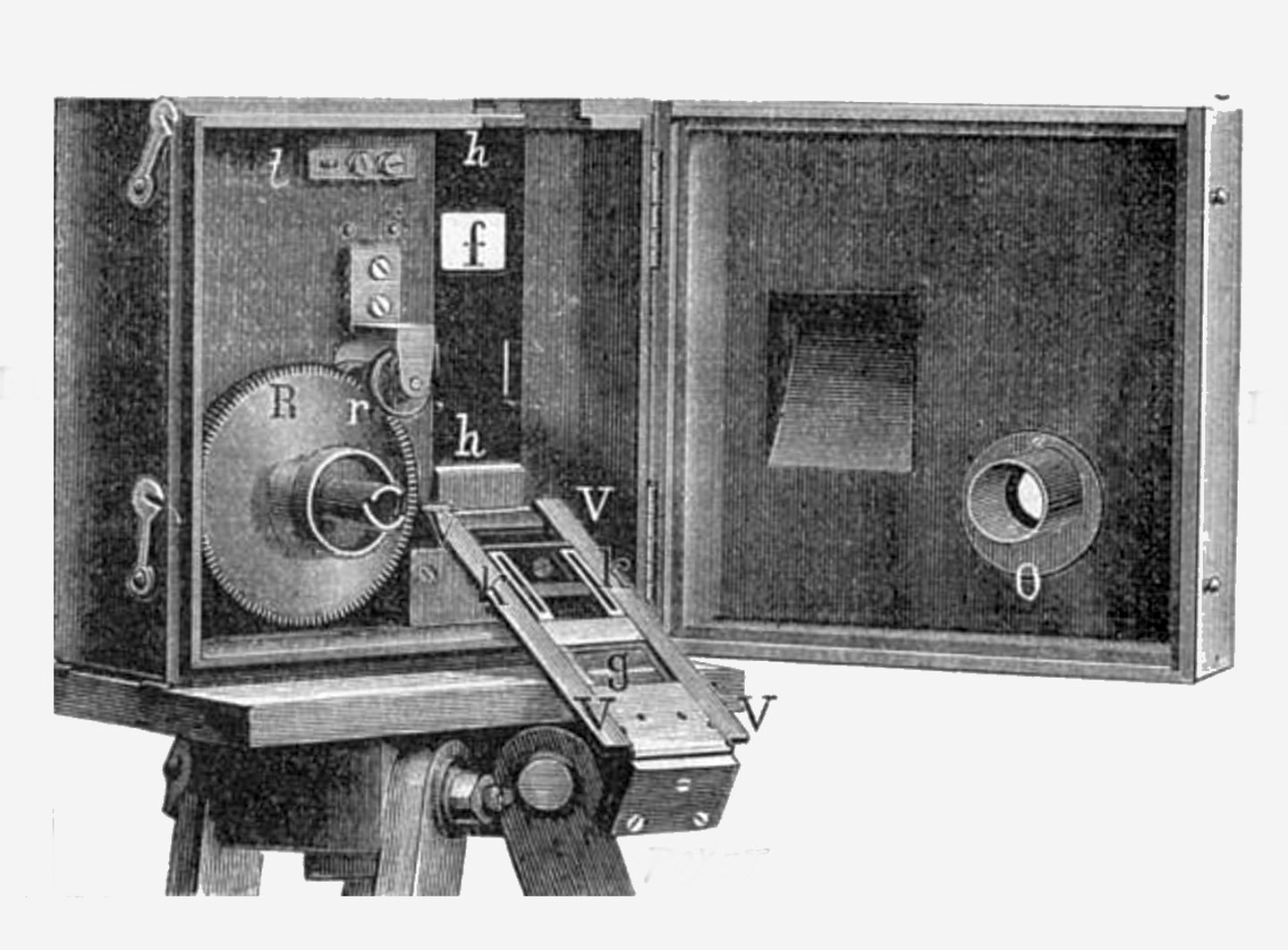
El cinematógrafo Lumière abierto

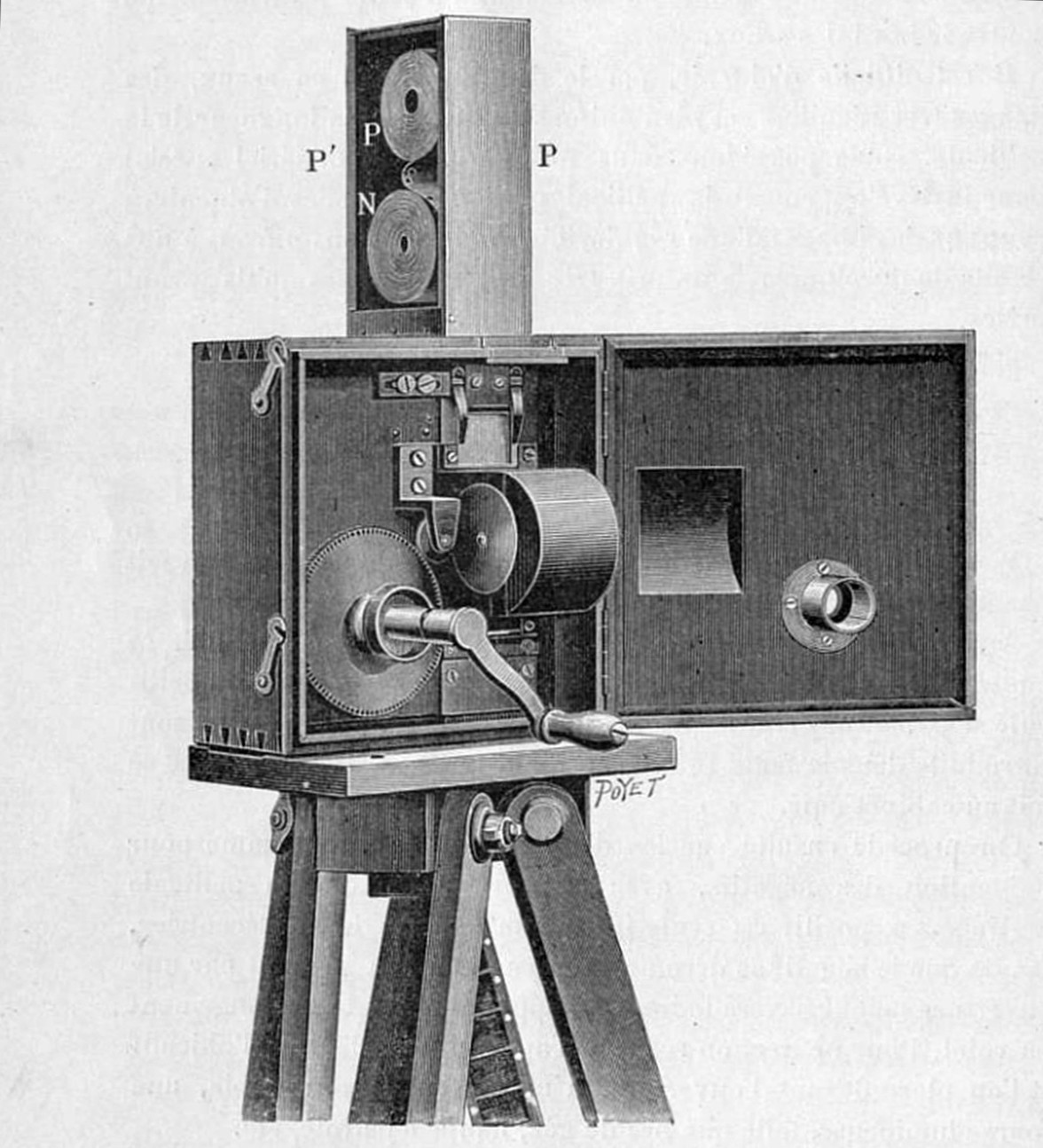
El cinematógrafo Lumière en modo proyección

Un cinematógrafo es una máquina capaz de filmar y proyectar imágenes en movimiento. Patentada a finales del siglo XIX por los hermanos Lumière, fue la primera máquina capaz de rodar y proyectar películas de cine. El cinematógrafo fue un importante paso para poder disfrutar del arte del cine. Tiempo más tarde, fueron apareciendo artefactos más avanzados de este, mejorando la calidad de las películas proyectadas.

## Historia
El 13 de febrero de 1895, Auguste y Louis Lumière presentaron su patente “cinématographe”. Este término ya había estado patentado anteriormente por Léon Bouly en el año 1892 para describir una máquina de toma de imagen en movimiento. Aun así, por mucha falta de pago de la anualidad aproximadamente en el año 1894, el nombre quedó libre de nuevo y fue retomado por los hermanos Lumière.
Lo que poca gente sabe es que este invento no fue idea de los Lumière (o al menos no únicamente) sino también algunos años antes de un religioso español: Mariano Díez Tobar
El cinematógrafo utilizaba una película perforada de 35 milímetros de ancho. Aunque esa película era parecida a la del kinetoscopio de Thomas Edison, los Lumière, conscientes de que Edison la había patentado, decidieron hacer perforaciones circulares en vez de cuadradas, una a cada lado de cada fotograma, para así evitar problemas legales
.
Otra diferencia entre los dos aparatos es que, por el lado que funciona como proyector, el cinematógrafo cuenta con un sistema de accionamiento con garfios muy original, basado en el mecanismo de las máquinas de coser, que inmoviliza brevemente cada imagen delante de la ventanilla de proyección y hace que la película avance intermitentemente.
Posteriormente, el sistema de garfios de los hermanos Lumière se seguiría utilizando en los aparatos de toma de imagen pero sería abandonado en los proyectores en pro de la cruz de Malta, la cual garantiza un paso más suave y más longevidad a las películas.

### La segunda proyección
El 28 de diciembre de 1895 tuvo lugar la primera exhibición con público del cinematógrafo Lumière en el Salón indien del Grand Café, en el número 14 del Bulevar de los Capuchinos de París. El programa constaba de diez películas de 15 a 20 metros cada una. Estas películas estaban realizadas por Louis Lumière e interpretadas por sus familiares y amigos. La duración total fue de 20 minutos y el precio de las entradas fue de 1 franco.
Las películas proyectadas fueron:
- La Salida de los Obreros de la Fábrica Lumière (La Sortie de l'usine Lumière à Lyon)
- Riña de Niños (Querelle de Bébés)
- La Fuente de las Tullerías (Le Bassin des Tuileries)
- La Llegada de Un Tren (L'arrivée d'un Train à La Ciotat)
- El Regimiento (Le Régiment)
- El Herrero (Le Maréchal-Ferrant)
- La Partida de Naipes (Partie d'écarté)
- Destrucción de las Malas Hierbas (Mauvaises Herbes)
- Derribo de Un Muro (Le Mur)
- El Mar (La Mer)

Las primeras proyecciones tuvieron unos ingresos bastante mediocres. En la primera, concretamente, se consiguieron un total de 35 francos. No obstante, esos primeros 35 espectadores propagaron por toda la ciudad la noticia de aquello de lo que habían sido testigos. Esta publicidad de boca/oreja suplió de forma eficaz la falta de prensa y pronto multitudes se congregaban para acceder a las proyecciones. Después de la inauguración, se fijó el precio de 1 franco. Las proyecciones duraban 25 minutos y se sucedían de media hora en media hora. Cada película duraba aproximadamente un minuto.
Clément Maurice, un antiguo empleado de los establecimientos Lumière, fue el encargado de organizar las primeras proyecciones. Según el mismo, “Aquellos que se decidían a entrar salían sorprendidos y a menudo les veíamos volver trayendo a todas las personas que conocían que habían podido encontrar por la avenida”.
Para renovar los programas, que en los primeros días de enero de 1896 habían incorporado El regador regado (L'arroseur arrousé), primer filme narrativo y cómico de la historia del cine, los hermanos Lumière debieron reclutar operadores a los que les era confiada la realización y la proyección de películas. El funcionamiento de la máquina a base de oxígeno y éter provocó un incendio en el Bazar de la Charité de 1897 que causó 126 víctimas mortales, lo que muchos interpretaron como el fin del cinematógrafo. Pese a esto, después del triunfo en París, se abren en 1897 y 1898 cuatro salas de proyección nuevas en la capital francesa, además de una en la ciudad de Lyon.

### Expansión internacional
El cinematógrafo recibió una muy buena acogida en gran parte del mundo. Los hermanos Lumière hicieron llegar su invención hasta países tan lejanos como la China o la India. En Europa, se exhibió en ferias y se usó como entretenimiento en locales de vodevil. Aunque el vodevil se relaciona normalmente con la clase media, este aparato consiguió una gran popularidad en todas las clases sociales.
En cuanto a su expansión hacia los Estados Unidos, hubo unos contratiempos pues Thomas Edison hizo todo lo posible por evitar su llegada, pues él había inventado hace poco el Vitascopio que era algo muy similar al cinematógrafo pero notablemente inferior, así que el primer país de América con el cinematógrafo fue México (1896). Tiempo después el operario de los Lumière Félix Mesguich fue el encargado de organizar la primera proyección en el Keith’s Theatre de la ciudad de Nueva York. En este primer contacto, los espectadores respondieron con entusiasmo.  Rápidamente otros pueblos y ciudades pedían poder acoger las proyecciones del cinematógrafo, pero esta demanda era imposible de satisfacer para los Lumière. Esta imposibilidad de satisfacerla junto con la política de aislamiento del entonces presidente William McKinley propiciaron la aparición de otras máquinas para hacerles la competencia. En enero de 1897, el operario F. Mesguich fue arrestado mientras grababa en la calle con el pretexto de que no tenía permiso para hacerlo. En junio del mismo año, la administración de aduanas declaró irregular la entrada en el país del material necesario para las proyecciones. Estos hechos acabaron por provocar la retirada del cinematógrafo del mercado estadounidense.

## Mecanismo de funcionamiento
El mecanismo del cinematógrafo se basa en el uso de una leva (de tipo excéntrica) o de un disco giratorio que transforma el movimiento de rotación de la manivela, que el operador de la máquina gira, en un movimiento vertical de vaivén, aplicado a una especie de arco (guiado por dos vías). Este marco soporta una vara grande con dos ganchos o pequeñas varas que se van retrayendo y extrayendo (gracias a que la leva tiene una rosca), metiéndose en las dos perforaciones de la película de celuloide que utilizaban los Lumière y arrastrándola, haciéndola desfilar o avanzar intermitentemente. Al mismo tiempo, la leva o disco funciona como obturador de la luz, cubriendo la ventana por donde entra.
Por lo tanto, el proceso de avance y filmación consta de 4 fases.:
1. Avance de la película. La película baja arrastrada por los ganchos que están metidos en sus perforaciones y al mismo tiempo la leva tapa la entrada de la luz, funcionando como obturador, imposibilitando la exposición de la película durante la bajada.
2. Inmovilización de la película. Los ganchos salen de las perforaciones y dejan la película inmóvil, aunque sin ser expuesta a la luz.
3. Exposición. La leva va rotando, como consecuencia ya no tapa la entrada de luz y una de las imágenes queda expuesta. Mientras tanto, el marco con los ganchos, encargado de hacer avanzar la película, sube sin hacer avanzar esta en esta fase.
4. Entrada de los ganchos. Estos vuelven a meterse en las perforaciones de la película y la leva los encuentra de nuevo tapando la entrada de luz y, así vuelve a iniciarse el ciclo.

La relación de transmisión del mecanismo hace que una velocidad de rotación de la manivela de 2 vueltas por segundo corresponda al avance intermitente de la película en 16 imágenes captadas por segundo, una frecuencia de fotogramas suficiente para asegurar la creación de la sensación de movimiento en las imágenes filmadas y en su reproducción proyectada y proporcionando un tiempo de exposición de la película adecuado para obtener imágenes con una luminosidad adecuada y bien definidas. Según la destreza del operador, la frecuencia de fotogramas por segundo de las películas Lumière varía de 16 a 18 imágenes por segundo (velocidad fijada a 24 imágenes por segundo desde el comienzo del cinema sonoro). El tiempo que estaba inmóvil la película era 2/3 del total entre un fotograma y el siguiente mientras que el obturador, la leva, dejaba pasar la luz durante 1/25 de segundo.
Otra característica del cinematógrafo es que permite la realización de copias positivas a partir de la proyección del negativo, consiguiendo accionar simultáneamente una película virgen y una negativa, orientado el objetivo hacia una fuente de luz uniforme como una pared blanca iluminada por el sol, de manera que las imágenes del negativo se impresionaban en la copia.
Así el cinematógrafo reúne, en un mismo aparato de pequeñas dimensiones y pesando menos de 5 kg, las funciones de cámara, impresora y proyector. Esto permitió a los conocidos operadores Lumière desplazarse y viajar con el aparato fácilmente .

## Llegada del cinematógrafo a España
El primer contacto que los españoles tuvieron con las imágenes en movimiento fue gracias a la presentación del Kinetoscopio durante la feria de San Isidro de 1895 en Madrid. Este fue desarrollado por Edison y había sido patentado cuatro años antes. Sin embargo, este invento solo permitía los visionados de forma individual. No fue hasta un año más tarde, en 1896, cuando el cinematógrafo se dio a conocer en el territorio español, paralelamente con otros países de Europa.
Concretamente, fue el 13 de mayo de 1896 cuando se realizó la presentación del cinematógrafo en el Hotel Rusia de Madrid. La proyección, que fue organizada para dar a conocer las “fotografías animadas” a invitados especiales y miembros de la prensa local, se realizó de la mano de los operarios de la fábrica Lumière. Además, también se empezaron a exhibir las cintas en otros salones públicos madrileños. Durante los primeros quince años, el cinematógrafo fue considerado un gran éxito, ocupando la mayoría de locales dedicados al espectáculo y, más adelante, permitiendo la creación de sus propios lugares de proyección: los pabellones cinematográficos. Años más tarde, se acabarían construyendo locales fijos dedicados a esta actividad.
Las primeras grabaciones que se mostraron tenían un carácter mayoritariamente documental y su duración era de unos pocos minutos. En los metrajes, se apreciaban acciones y rasgos de la cultura popular española. Dos nombres recalcables entre los operarios de Lumière que llevaron a Madrid el cinematógrafo serían Francis Doublier y Alexandre Promio. En el caso de Promio, el operario anduvo por España un mes antes de la presentación en Madrid para rodar sus primeras cintas españolas. Ambos grabaron escenas de diferentes festividades españolas, como las procesiones de Semana Santa en Sevilla o diferentes espectáculos con toros.

## ¿Qué supone la aparición del cinematógrafo?
El invento de los Lumière desencadenó toda una serie de revoluciones estéticas las cuales Walter Benjamin recogió en su ensayo La obra de arte la época de su reproducción mecánica. Hasta aquel momento, la obra se concebía como algo único y original, todas las copias que pudieran hacerse de una escultura griega disponían de poca validez dado que existía una de original, bien fueran una falsificación o un ejercicio del aparente. Con el nacimiento de la fotografía, y posteriormente la aparición del cinematógrafo, la reproducción de la obra deja de ser juzgable. Un rollo de película en negativo es un elemento que hay que conservar para distribuir todos los positivados necesarios a diferentes lugares para poder globalizar una obra; y cual de los positivos es el original? El concepto de original y autoritario no desaparece, pero sí que se desdibuja en el momento que deja de tener sentido preguntarse cuál es el positivado auténtico.
Walter Benjamin viene a decir como los elementos de reproducción técnica (como la cámara o el cinematógrafo) no solo sirven para llevar obras de arte ya existentes a lugares inimaginables como por ejemplo en una revista o una pantalla, sino que el concepto de reproducir pasa a ser un arte, el que se considera el séptimo arte, el cine. Es posible que nunca antes una obra de arte hubiera estado capaz de mesurar tan solo 35 mm y fuera tan ligera que ni se pudiera casi pesar. La globalización del arte se anunciaba cada vez más, el triunfo de cine estaba claro, era un arte de masas.
Con las primeras representaciones cinematográficas, los cimientos del teatro tambalearon. Nació el Modo de Representación Primitivo (MRP), que coloquialmente, podemos considerar que fuera un tipo de teatro grabado: la luz era plana e igual en todos los planes, a menudo cenital como a los teatros; la cámara no se movía, se situaba en un lugar capaz de captar toda la escena (plano general), imágenes centrífugas, y se utilizaba un telón pintado de fondo (no hay profundidad de campo), autarquía de planos, entre otras características.
Está claro que las únicas concepciones de actuaciones artísticas hasta el momento eran en vivo, a menudo en el teatro. Por este motivo la posibilidad de nuevos horizontes que brindaba la cámara tuvo que desarrollarse con los años. La aparición del lenguaje cinematográfico que conocemos hoy en día nace con el surgimiento del Modo de Representación Institucional o MRI gracias a la película The birth of a Nation (El Nacimiento de una Nación) el 1915 dirigida por David Wark Griffith.
El "sector" teatral consideraba el cine como algo impuro, que acabaría resultando la crisis del teatro. Nunca antes las invenciones audiovisuales habían conquistado una práctica por sí sola: la linterna mágica, a pesar de ser un enser proyector, era incapaz de funcionar solo, hacía falta que acompañara una representación escenográfica. Pero con la aparición del cinematógrafo, capaz de conquista y llenar salas de proyección, se necesitó una nueva interpretación del teatro, aparecieron dramaturgos que se atrevieron a mezclar las dos disciplinas.